# ژان دو لا فونتن

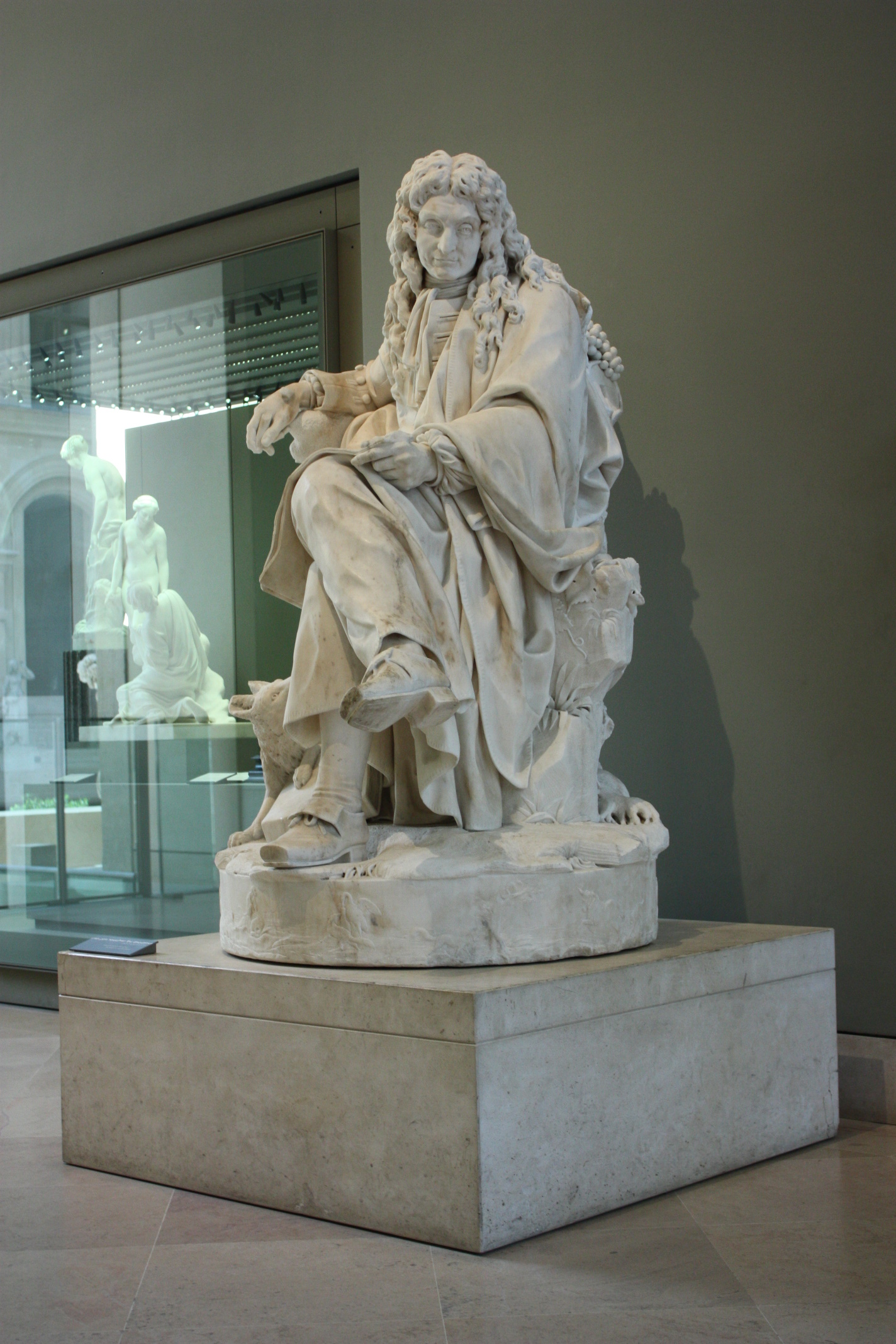
تندیس ژان دو لا فونتن در موزهٔ لوور، پاریس.

ژان دو لافونتِن (به فرانسوی: Jean de La Fontaine) (زادهٔ ۸ ژوئیه ۱۶۲۱ در شاتو-تیری، درگذشت ۱۳ آوریل ۱۶۹۵ در پاریس)، مشهورترین حکایت‌نویس فرانسه‌است که شعرهای بسیاری نیز سُروده‌است. شهرت او بیشتر به دلیل نوشتن کتابی به نام حکایات است که گونهٔ ویژه‌ای از حکایت‌نویسی را در کل اروپا ارائه کرد و سرمشقی برای دیگر نویسندگان فرانسه یا فرانسوی‌زبان بود. گوستاو فلوبر دربارهٔ لا فونتِن گفته‌است که او تنها شاعر فرانسوی پیش از ویکتور هوگو است که ساختار زبان فرانسه را به خوبی درک کرده‌است.

## زندگی
ژان دو لا فونتِن در ۸ ژوئیه ۱۶۲۱ در شاتو-تیری به دنیا آمد. وی در ۱۳ آوریل ۱۶۹۵ درگذشت و در گورستان پر لاشز، پاریس به خاک سپرده شد.
در سال ۱۹۹۵ کشور فرانسه، تمبرهایی را برای بزرگداشت لا فونتِن و حکایت‌های او چاپ کرد. در آوریل ۲۰۰۷ نیز فیلمی با نام ژان دو لا فونتن - چالش (به فرانسوی: Jean de La Fontaine - le défi) دربارهٔ زندگی وی ساخته شد که لوران دوش (به فرانسوی: Lorànt Deutsch) ستارهٔ فرانسوی در آن هنرنمایی می‌کرد.

## آثار
- حکایات
- اروس و پسوخه
- جام جم
- حکایت‌های لا لافونتن
- در رثای پریان قصر وو
- رؤیای وو، فلورانسی
- عشق‌های پسیشه
- کوپیدون
- افسانه‌های لافونتن
- روستاییان دوناب

## ترجمه به فارسی
«افسانه‌های لافونتن» در ایران نیز با سه ترجمه متفاوت عرضه شده‌است. «عبدالله توکل»، «احمد نفیسی» و «نیره سعیدی» (میرفخرایی) از مترجمانی هستند که در ایران به آثار نثر و منظوم این نویسنده فرانسوی پرداخته‌اند.
حکایت «روباه و زاغ» در کتاب درسی فارسی به نام سراینده‌اش حبیب یغمایی معرفی شده‌است، اما این شعر در واقع ترجمه منظوم حبیب یغمایی است از شعر شاعر فرانسوی قرن هفدهم یعنی ژان دو لافونتن، که البته در کتاب درسی به نام شاعر اصلی آن اشاره‌ای نشده‌است. ایرج میرزا و رشید یاسمی و امیری از اولین کسانی بودند که برخی از حکایت‌ها یا فابل‌های لافونتن را به نظم فارسی ترجمه کردند. نمونه‌هایی از این ترجمه‌ها در کتاب تاریخ ترجمهٔ ادبی از فرانسه به فارسی ارائه شده‌است.
طرلان رفیعی، نویسنده و هنرگردان ایرانی، در مقاله‌ای به بررسی این حکایت و ترجمه‌های متعدد آن به فارسی، به‌خصوص ترجمه منظوم خلیل ثقفی (اعلم‌الدوله) پرداخته است.